# Epiphragma immaculipes
Epiphragma immaculipes är en tvåvingeart som beskrevs av Alexander 1941. Epiphragma immaculipes ingår i släktet Epiphragma och familjen småharkrankar.
Artens utbredningsområde är Panama. Inga underarter finns listade i Catalogue of Life.